# بئر الصفصاف
بئر الصفصاف هي فرع بلدي تابعة لبلدية واد الفضة (ولاية الشلف الجزائرية). تقع بين دائرتي وادي الفضة 4.5 كلم والعطاف 5.5 كلم أي تقريبا عند حدود ولاية الشلف مع ولاية عين الدفلى.
كان تسمى سابقاً إبان الاحتلال الفرنسي بـ «vauban». لها سلسلة جبلية تسمى تمولقة.